# Linux Foundation

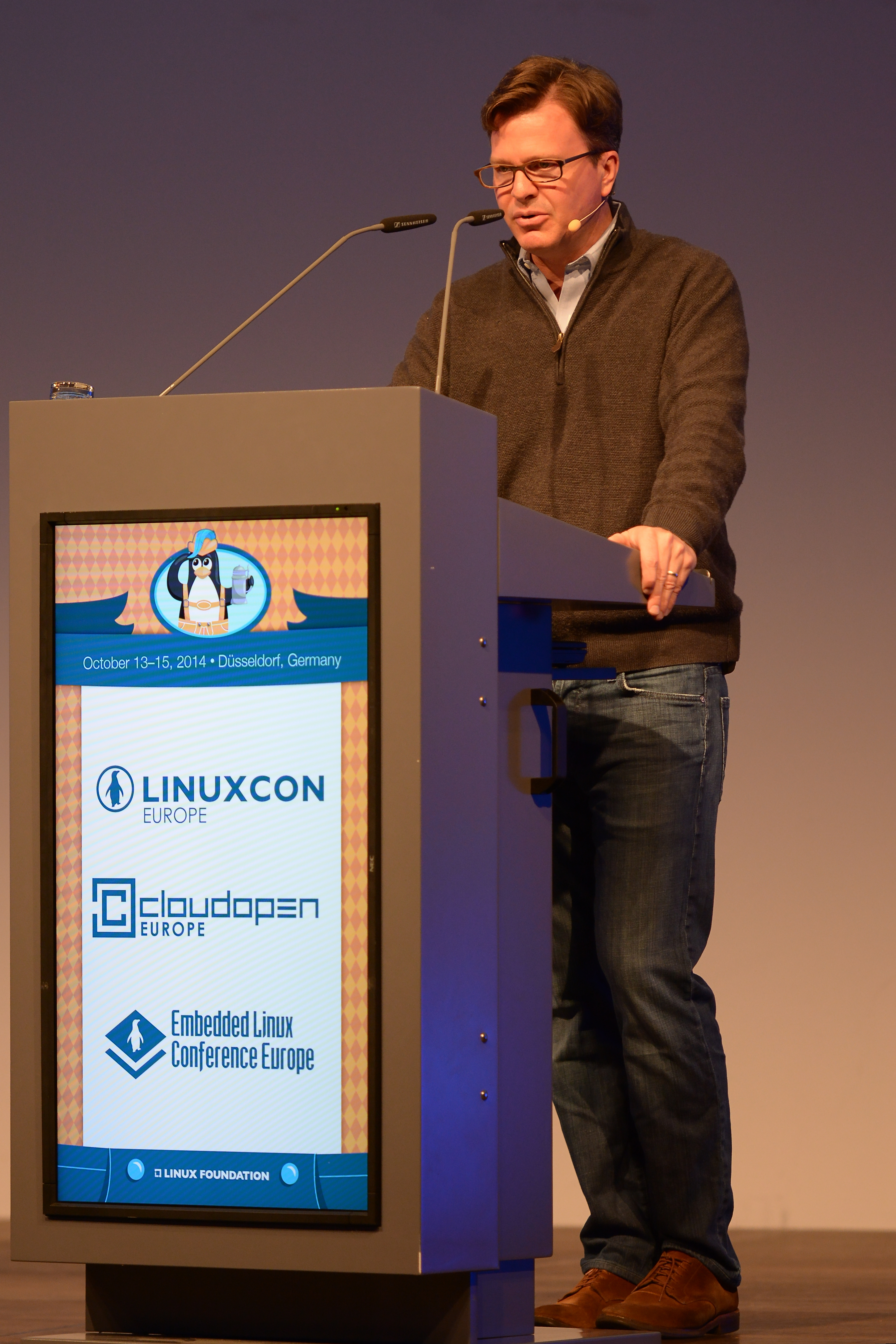
Jim Zemlin bei der Eröffnung der LinuxCon Europe 2014

Die Linux Foundation ist ein Zusammenschluss der Open Source Development Labs (OSDL) und der Free Standards Group (FSG). Ziel des gemeinnützigen Konsortiums ist es, das Wachstum von Linux zu unterstützen und zu fördern. Die Linux Foundation fördert die Zusammenarbeit unter Entwicklern aus der Industrie, Wissenschaft und freiberuflichen Entwicklern zur Schaffung von unter anderem standardisierten Open Source Software- und Hardwarelösungen, welche durch jedermann unbeschränkt nutzbar sind.
Der Linux Foundation gehören über 1200 Mitglieder aus den IT-Bereichen Hardware, Software, Netzwerk und Telekommunikation an. Der Entwicklungskosten-Wert der „Collaborative Projects“ wurde im Jahr 2015 auf 5 Milliarden Dollar geschätzt.

## Geschichte
Am 21. Januar 2007 wurde die Linux Foundation aus einem Zusammenschluss der „Open Source Development Labs“ (OSDL) und der „Free Standards Group“ gegründet.
Im September 2009 traten der Linux Foundation der Mikroprozessor-Hersteller VIA Technologies, der Mikroprozessor-Architekt ARM Limited und der Software-Hersteller Citrix sowie weitere Mitglieder bei.
Im August 2010 trat unter anderem der Software-Entwickler Qualcomm Innovation Center (QuIC) bei.
Im Juli 2011 trat Toyota als erster großer Automobilhersteller der Linux Foundation bei. Die Mikroblogging-Plattform Twitter trat der Foundation im August 2012 bei.
Im November 2016 trat Microsoft mit einer Platin-Mitgliedschaft der Linux Foundation bei.

## Aufgaben
Neben der Standardisierung sind der rechtliche Schutz von Open-Source-Entwicklern, die Bezahlung wichtiger Linux-Entwickler wie etwa Linus Torvalds oder Greg Kroah-Hartman, die Bereitstellung eines neutralen Forums zur Zusammenarbeit zwischen Linux-Unternehmen und der Schutz und die Verwaltung der Marke Linux die Hauptaufgaben der Linux Foundation.

## Arbeitsgruppen
Neben der bekanntesten Arbeitsgruppe, der Linux Standard Base, gibt es noch weitere Arbeitsgruppen, die sich mit einer Standardisierung beschäftigen. So arbeitet die Gruppe OpenI18n an einer Basis für die sprachliche Internationalisierung von Programmen und Distributionen, um diese später wiederum einfacher zu lokalisieren. Die Arbeitsgruppe OpenPrinting beschäftigt sich mit den Ansprüchen an professionelle Drucker-Lösungen wie Management, Verlässlichkeit, Sicherheit, Skalierbarkeit usw., während die Gruppe Accessibility Standards definiert, um den Zugang zu Linux-Systemen auch Menschen mit Behinderungen zu ermöglichen. Um das "obere Ende" des Leistungsspektrums modernen Rechnens mit Linux kümmert sich die openHPC-Initiative. Die Cloud Native Computing Foundation (CNCF) ist ein Projekt zur Förderung von Cloud Computing, Microservices und Containervirtualisierung.
Andere, teilweise kleinere Arbeitsgruppen beschäftigen sich jeweils mit anderen Teilbereichen zum Gesamtthema Standardisierung von Linux.

## Mitglieder und Finanzierung
Die Finanzierung der Linux Foundation geschieht größtenteils über Mitgliedsbeiträge. Die Linux Foundation teilt ihre Mitglieder nach Jahresbeitrag in Platinum, Gold und Silver Members ein. Stand 11. Mai 2025 gehören dazu die folgenden Unternehmen und Forschungseinrichtungen:
- 12 Platinum: Ericsson, Fujitsu, Hitachi, Huawei, Intel, Meta, Microsoft, NEC, Oracle, Qualcomm, Red Hat, Samsung
- 14 Gold: Baidu,  Cisco,  Dell Technologies, Futurewei,  Google, Honda, LY Corporation, Mitsubishi Electric, Panasonic Automotive, Panasonic, Renesas, Sony, Toshiba, Toyota
- sowie 1312 Silver-Mitglieder.[12]

## Kritik
Am 18. Oktober 2024 reichte der Kernel-Entwickler Greg Kroah-Hartman auf der Linux Kernel Mailing List einen Patch ein, mit dem „einige“ Kernel-Entwickler von ihren Rollen als Maintainer enthoben wurden. Es handelte sich dabei um 11 Entwickler, deren E-Mail-Adressen und Namen auf einen Bezug zu Russland hindeuteten.
Die Gemeinschaft reagierte mit Empörung auf das intransparente Vorgehen und Sorge darüber, dass die politische Unabhängigkeit des Linux Kernels nicht mehr sichergestellt sei. Der Programmierer Linus Torvalds fügte dem hinzu, dass er als Finne die russische Aggression nicht unterstütze. 
Erst am 24. Oktober reagierte der Kernel-Entwickler James Bottomley mit einer Entschuldigung für das intransparente Vorgehen. Er stellte klar, dass es sich hierbei um Konsequenzen aus den US-Sanktionen gegen Russland handelte, wonach jene Entwickler, die augenscheinlich bei sanktionierten Arbeitgebern angestellt seien, nicht mehr als ehrenamtliche Maintainer tätig sein könnten. Während einige der ehrenamtlichen Programmierer zu diesem Zeitpunkt tatsächlich für russische Arbeitergeber tätig waren, traf dies auf andere jedoch nicht zu.
Die Linux Foundation ließ den Vorfall bisher gänzlich unkommentiert, obwohl fraglich ist, inwieweit das Vorgehen um die russischen Entwickler und insbesondere die Äußerungen von Torvalds im Einklang mit ihrem Verhaltenskodex steht.

## Zertifizierungen
Seit 2016 bietet die Linux Foundation als Weiterentwicklung des „Massively Open Online Course“ (MOOC) „Introduction to Linux“ mehrere Zertifikate an:
Linux Foundation Certified System Administrator (LFCS)
Bescheinigt „Kenntnisse mittleren Levels zur Administration und zum Troubleshooting in Linux-Umgebungen“
Linux Foundation Certified Engineer (LFCE)
Bescheinigt Kenntnisse in der Entwicklung und Implementierung von Systemarchitekturen.
Certified OpenStack Administrator (COA)
Bescheinigt Kenntnisse der OpenStack-Softwareplattform
Cloud Foundry Certified Developer (CFCD)
Prüft Kenntnisse im Erstellen von nativen Applikationen für die Cloud-Foundry-Platform as a Service.
Certified Hyperledger Fabric Administrator (CHFA)
Bescheinigt Kenntnisse im sicheren Erstellen eines kommerziellen Hyperledger Fabric Netzwerkes
Certified Hyperledger Sawtooth Administrator (CHSA)
Bescheinigt Kenntnisse im sicheren Erstellen eines kommerziellen Hyperledger Sawtooth Netzwerkes
Certified Kubernetes Administrator (CKA)
Bescheinigt Kenntnisse in der Administration von Kubernetes
Certified Kubernetes Application Developer (CKAD)
Bescheinigt Kenntnisse in der Entwicklung und Konfiguration von nativen Anwendungen für Kubernetes
Die Examina werden am heimischen PC via Browser (mit angeschlossener Webcam und Mikrofon) abgelegt. Zur Vorbereitung existieren ein Handbuch und ein „Certification Preparation Guide“.